# 1877 Марсден
1877 Марсден (1877 Marsden) — астероїд головного поясу, відкритий 24 березня 1971 року.
Тіссеранів параметр щодо Юпітера — 2,943.